# Liste der Bodendenkmäler in Hopferau
Auf dieser Seite sind die Bodendenkmäler in der schwäbischen Gemeinde Hopferau zusammengestellt. Diese Tabelle ist eine Teilliste der Liste der Bodendenkmäler in Bayern. Grundlage ist die Bayerische Denkmalliste, die auf Basis des Bayerischen Denkmalschutzgesetzes vom 1. Oktober 1973 erstmals erstellt wurde und seither durch das Bayerische Landesamt für Denkmalpflege geführt wird. Die folgenden Angaben ersetzen nicht die rechtsverbindliche Auskunft der Denkmalschutzbehörde.

## Bodendenkmäler in Hopferau
| Lage                      | Objekt | Akten-Nr.     | Bild           |
| ------------------------- | --- | ------------- | -------------- |
| (Standort)                | Freilandstation des Frühmesolithikums.                                                                                      | D-7-8329-0016 |                |
| (Standort)                | Freilandstation des Paläolithikums und Mesolithikums.                                                                       | D-7-8329-0022 |                |
| Hauptstraße 41 (Standort) | Mittelalterliche und frühneuzeitliche Befunde im Bereich der katholischen Pfarrkirche St. Martin und Sebastian in Hopferau. | D-7-8329-0040 | weitere Bilder |
| Schloßstraße 9 (Standort) | Mittelalterliche und frühneuzeitliche Befunde im Bereich des ehemaligen Schlosses in Hopferau.                              | D-7-8329-0041 | weitere Bilder |
| (Standort)                | Römische Villa rustica. | D-7-8429-0027 |                |